# Lenze
Lenze SE er en tysk producent og udvikler af fremdriftsteknik og automatiseringsteknik. De driver virksomhed i 60 lande, har 3.963 ansatte og en omsætning på 787 mio. euro.